# Wyżnia Śnieżna Przełęcz
Wyżnia Śnieżna Przełęcz (słow. Prielom pod Snehovým, niem. Eistaler Törl, węg. Jégvölgyi kapu) – przełęcz w słowackiej części Tatr Wysokich, położona w ich grani głównej. Znajduje się w masywie Śnieżnego Szczytu i oddziela Śnieżny Zwornik na zachodzie od postrzępionej grani ze Śnieżnymi Czubami na wschodzie.
Przełęcz jest wyłączona z ruchu turystycznego. Północne stoki opadają ze Śnieżnego Karbu do Śnieżnego Bańdziocha – górnego piętra Doliny Czarnej Jaworowej, południowe natomiast zbiegają do górnego piętra Doliny Pięciu Stawów Spiskich. Przełęcz jest jednym z lepszych sposobów dotarcia na Śnieżny Szczyt, zaś do przejścia z Doliny Czarnej Jaworowej do Doliny Pięciu Stawów Spiskich lepiej nadaje się Śnieżna Przełęcz. Najwygodniejsze drogi na Wyżnią Śnieżną Przełęcz prowadzą żlebem od północy oraz rynną od południa.
Pierwsze wejścia turystyczne:
- letnie – Zygmunt Klemensiewicz i Aleksander Znamięcki, 24 lipca 1907 r.,
- zimowe – Stanisław Luxemburg i Stanisław Siedlecki, 4 stycznia 1934 r.

Już dawniej na przełęcz wchodzili myśliwi z Jurgowa.